# Club Atlético Jorge Newbery (Tucumán)
El Club Atlético Jorge Newbery es un club deportivo argentino fundado el 8 de abril de 1917 en la ciudad de Aguilares, Tucumán. El club tiene como actividad principal al fútbol, pero también se practica el básquet, entre otros. Esta afiliado a la Liga Tucumana de Fútbol.
Su estadio de fútbol se ubica en la calle 9 de Julio y 24 de septiembre.

## Historia

### Fundación y primeros pasos
Los orígenes del club se remontan en la división del Club Unión Obrera, es así que el 8 de abril de 1917, se funda el Club Atlético Jorge Newbery, bautizado con este nombre en homenaje al aviador e ingeniero Jorge Newbery. En el año de su fundación empezó a participar en la Liga Tucumana del Sud.

### Fusión y consolidación del club
En 1932 se fusionan el Club Unión Obrera y el Club Atlético Jorge Newbery, para dar vida al Club Deportivo Aguilares. En 1937 una parte del club decidió volver a formar el Club Atlético Jorge Newbery.
La década del 1960 fue una de la más importantes de la historia del club, ya que se consagró campeón de la Liga Tucumana del Sud en 1961, 1963, 1965 y 1968 vuelve a dar la vuelta olímpica.

### Liga Tucumana
En 1977 nace la Liga Tucumana de Futbol, con el Aviador en segunda división, donde se consagraría campeón y al año siguiente disputaría la A y también participaría en Torneo Regional 1977 donde cayó ante Atlético Tucumán. En el año 1984 termina segundo y clasifica al Torneo Regional 1984-85 y en 1986 participó en el Torneo del Interior.

### Primera Liga Tucumana
En 2024 se coronó campeón de la Liga Tucumana, al derrotar a Sportivo Guzmán. El partido se disputó en San Miguel de Tucumán y el equipo de Aguilares se impuso en los penales, luego de empatar 1 a 1.

## Clásico
Su clásico rival es Club Deportivo Aguilares, con quién disputa el clásico de Aguilares.

## Estadio
Su estadio de fútbol se ubica en la calle 9 de Julio y 24 de septiembre, en la ciudad de Aguilares, Río Chico.

## Colores
Su camiseta es la camiseta roja con detalles blancos.

## Palmarés
| Torneos locales oficiales | Torneos locales oficiales |
| Competición               | Títulos                   |
| ------------------------- | ------------------------- |
| Liga Tucumana             | 2024.                     |